# エーリヒ2世 (ポメラニア公)

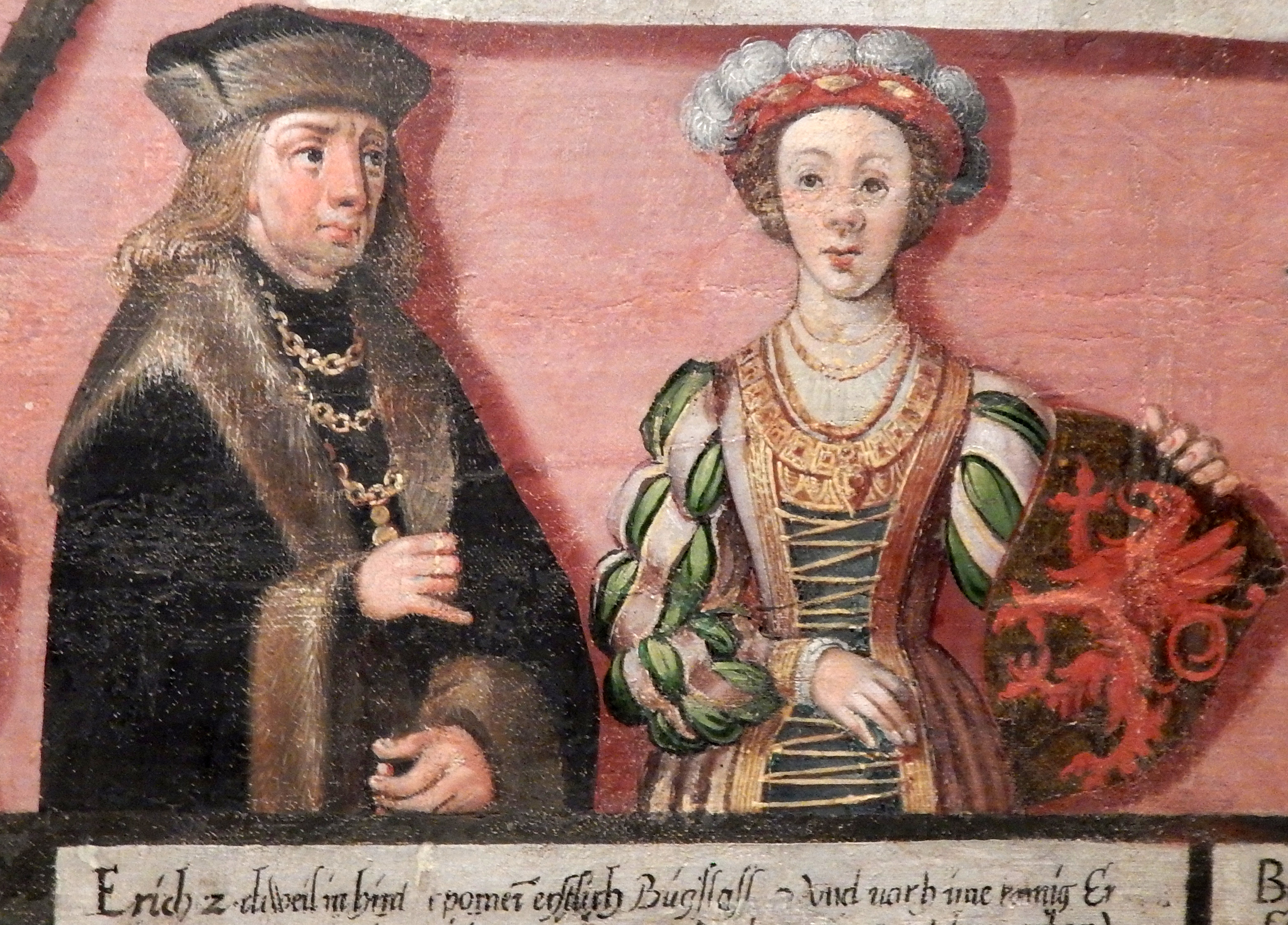
エーリヒ2世と妃ゾフィア

エーリヒ2世（ドイツ語：Erich II., 1418/25年 - 1474年7月4日）またはエーリク2世（ポーランド語：Eryk II）は、ポメラニア＝ヴォルガスト公（在位：1457年 - 1474年）。

## 生涯
ポメラニア公ヴァルティスラフ9世とゾフィー・フォン・ザクセン＝ラウエンブルクの長男として生まれた。1457年に父ヴァルティスラフ9世が亡くなった後、エーリヒ2世は弟ヴァルティスラフ10世とともにヴォルガスト公領の統治を継承した。エーリヒ2世はポメラニア＝スウプスク（シュトルプ）公家の娘ゾフィアの夫として、デンマーク、スウェーデン、ノルウェーの王位を追放され、当時スウプスク公領を統治していたエーリヒ1世の後継者となった。エーリヒ2世はヴォルガスト公領を弟に任せ、スウプスク公領の統治を引き継いだ。
1460年、占領された国境の町を巡ってエーリヒ2世とポーランド王カジミェシュ4世との間で武力衝突が勃発したが、妃ゾフィアの仲介により1461年に終結した。1462年、ドイツ騎士団が占領していたラウエンブルク＝ビュットウの地を取り戻し、ポーランド王から領地として受け取った。1464年にシュチェチン家最後の公爵オットー3世が亡くなった後、エーリヒ2世は弟とともに自領に取り込み、ブランデンブルク家による完全な占領を許さず、それ以降、ブランデンブルク選帝侯と争いを続けた。1468年、ミシリブシュ条約が2年前に締結されていたにもかかわらず、ガルツからシュチェチンまでのヴクジャンスキの地、およびオドラ川とティヴァ川の間からバニエとグリフィノまでの地を失った。1469年に争いを終わらせようとしたが、カジミェシュ4世が仲裁人の役割から降りたため失敗に終わった。1472年、皇帝フリードリヒ3世の圧力のもと締結された合意の結果、エーリヒ2世の領地として残されていたシュチェチン公領の一部はブランデンブルク領とみなされた。
エーリヒ2世は1474年7月5日にペスト流行中のヴォルガストで死去し、エルデナのシトー派修道院に埋葬された。

## 結婚と子女
古い文献には、エーリヒ2世が2度結婚したと記されている。最初の妻は、おそらくメクレンブルク＝シュタルガルト公ハインリヒ2世の娘マルガレーテであったと思われるが、結婚式の前に亡くなったという。現代の系図においてはこの見方を否定し、マルガレーテを妃として認める傾向がある。一方、ポメラニア＝スウプスク公ボギスラフ9世とマリア・マゾヴィエツカの娘ゾフィアとの結婚は資料で確認できる。これは歴史上唯一のグリフ家同士の結婚であった。夫婦の共通の祖先はスウプスク＝ヴォルガスト公ヴァルティスラフ4世で、エーリヒ2世はその5代目の子孫、ゾフィアは4代目の子孫であった。後のポメラニア公はすべてこの夫妻の子孫である。エーリヒ2世とゾフィアの間には以下の子女が生まれた。
- ボギスラフ10世（1454年 - 1523年） - ポメラニア公
- カジミール6世（1455年 - 1474年）
- エリーザベト（1463年没） - ザクセン＝ラウエンブルク公ヨハン5世と婚約
- ゾフィー（1462年頃 - 1504年） - メクレンブルク公マグヌス2世と結婚
- エリーザベト（1463年 - 1516年） - クルンミン女子修道院長、フェルヒェンのベネディクト会修道院長
- ヴァルティスラフ11世（1465年以降 - 1474年）
- バルニム（9世）（1465年以降 - 1474年）
- 息子 - 早世
- 娘 - 早世
- マルガレーテ（1470年 - 1526年） - メクレンブルク公バルタザールと結婚
- カタリーナ（1470年 - 1526年） - ブラウンシュヴァイク＝ヴォルフェンビュッテル公ハインリヒ1世と結婚
- マリア（1474年以前 - 1512年） - ヴォリンのシトー会修道院長[8]